# Фабел
Фабел (на английски: Fabel) е драматургична техника, въведена за първи път от немския театър на ХХ век и по-конкретно от драматурга Бертолд Брехт. Едновременно се използва като критически термин в театралната критика, за да опише специфично развитие на времето в театрална пиеса.
Фабел не бива да се бърка с „басня“, която е под формата на кратък разказ.
|  | Тази страница частично или изцяло представлява превод на страницата Fabel в Уикипедия на английски. Оригиналният текст, както и този превод, са защитени от Лиценза „Криейтив Комънс – Признание – Споделяне на споделеното“, а за съдържание, създадено преди юни 2009 година – от Лиценза за свободна документация на ГНУ. Прегледайте историята на редакциите на оригиналната страница, както и на преводната страница, за да видите списъка на съавторите. ВАЖНО: Този шаблон се отнася единствено до авторските права върху съдържанието на статията. Добавянето му не отменя изискването да се посочват конкретни източници на твърденията, които да бъдат благонадеждни. |